# Spinulata manes
Spinulata manes is een vlinder uit de familie van de houtboorders (Cossidae). De wetenschappelijke naam van de soort is voor het eerst gepubliceerd in 1898 door Herbert Druce.
De soort komt voor in Costa Rica, Panama en Colombia.